# Teste colossali olmeche

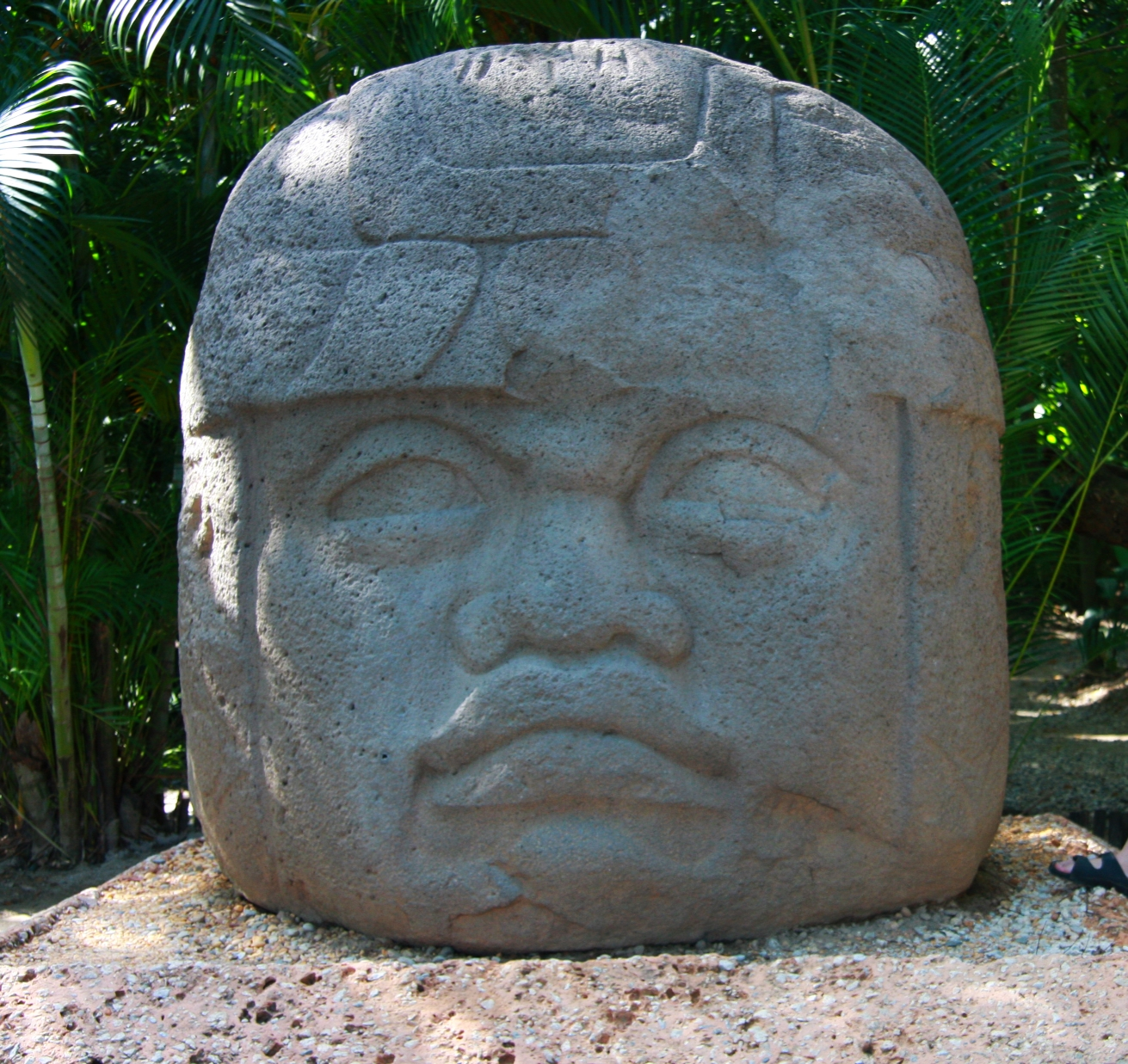
Monumento 1 di La Venta.

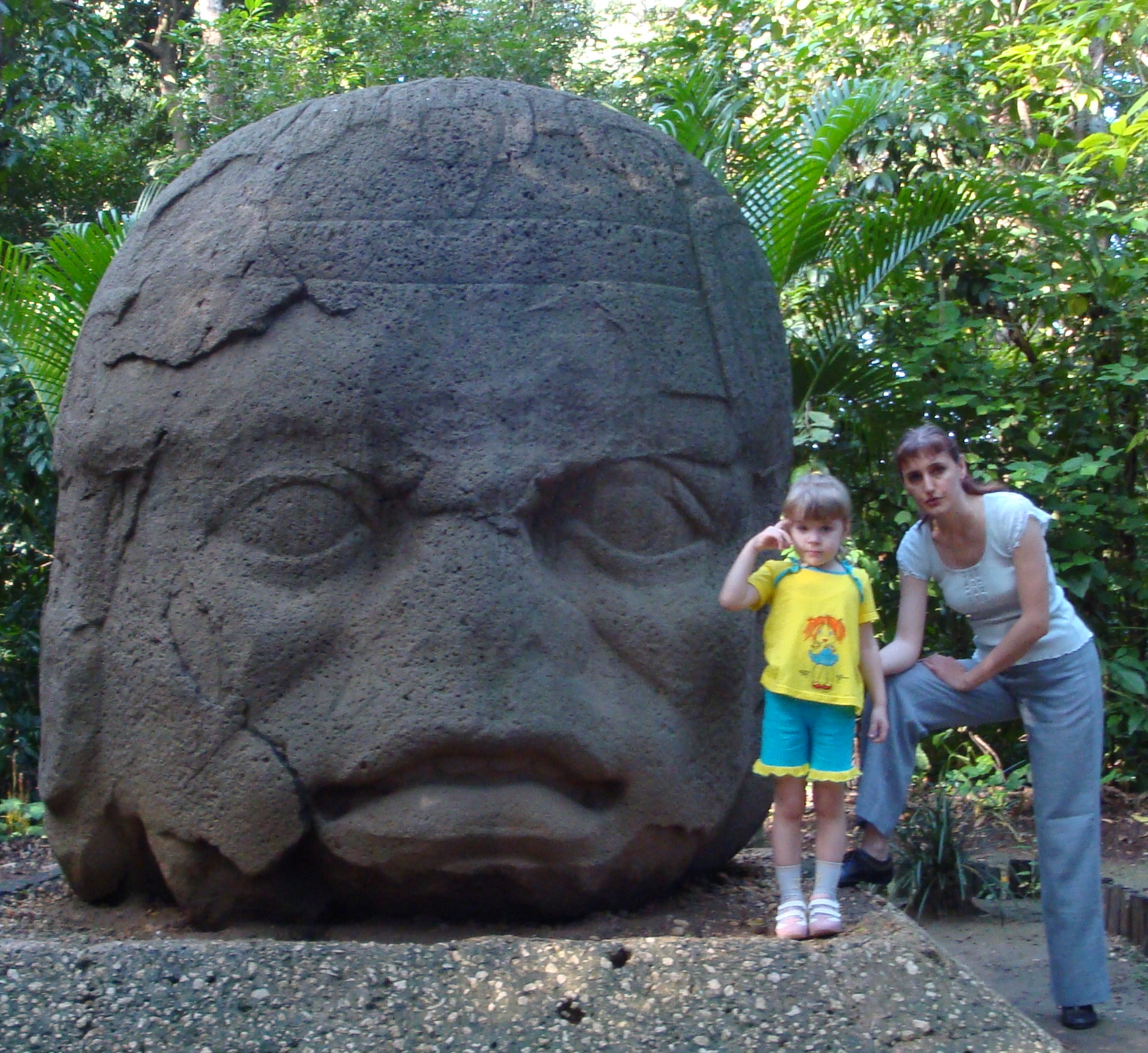
Monumento 4 di La Venta con le dimensioni comparative di un adulto e di un bambino. Il monumento pesa quasi 20 tonnellate.

Le teste colossali olmeche sono almeno diciassette rappresentazioni monumentali in pietra di teste umane scolpite da grandi massi di basalto. Le teste risalgono almeno a prima del 900 a.C. e sono una caratteristica distintiva della civiltà olmeca dell'antica Mesoamerica. Tutte ritraggono uomini maturi con guance carnose, nasi piatti e occhi leggermente incrociati; le loro caratteristiche fisiche corrispondono a un tipo che è ancora comune tra gli abitanti di Tabasco e Veracruz. Le parti posteriori dei monumenti spesso sono piatte. I massi furono portati dalle montagne della Sierra de los Tuxtlas di Veracruz. Dato che le lastre di pietra estremamente grandi usate nella loro produzione furono trasportate su lunghe distanze, richiedendo una gran quantità di sforzi umani e di risorse, si pensa che i monumenti rappresentino ritratti di 
singoli, potenti sovrani olmechi. Ciascuno degli esemplari conosciuti ha un copricapo caratteristico. Le teste erano variamente disposte in file o gruppi presso i principali centri olmechi, ma il metodo e la logistica usati per trasportare la pietra in questi siti rimangono oscuri.
La scoperta di una testa colossale a Tres Zapotes nel XIX secolo stimolò le prime indagini archeologiche sulla cultura olmeca da parte di Matthew Stirling nel 1938. Si conoscono diciassette esemplari confermati provenienti da quattro siti all'interno dell'area nucleare olmeca sulla costa del Golfo del Messico. La maggior parte delle teste colossali furono scolpite da massi sferici, ma due provenienti da San Lorenzo Tenochtitlán furono riscolpite da due massicci troni di pietra. Un ulteriore monumento, a Takalik Abaj in Guatemala, è un trono che potrebbe essere stato scavato da una testa colossale. Questo è il solo esemplare conosciuto proveniente da fuori dell'area nucleare olmeca.
Datare i monumenti rimane difficile a causa dello spostamento di molti dai loro originari contesti anteriormente all'indagine archeologica. La maggior parte sono stati datati al Periodo preclassico inferiore (1500–1000 a.C.) con alcuni al Periodo preclassico medio (1000–400 a.C.). Il più piccolo pesa 6 tonnellate, mentre il più grande si stima variamente che pesi da 40 a 50 tonnellate, sebbene sia stato abbandonato e lasciato incompleto vicino alla fonte della sua pietra.

## Civiltà olmeca

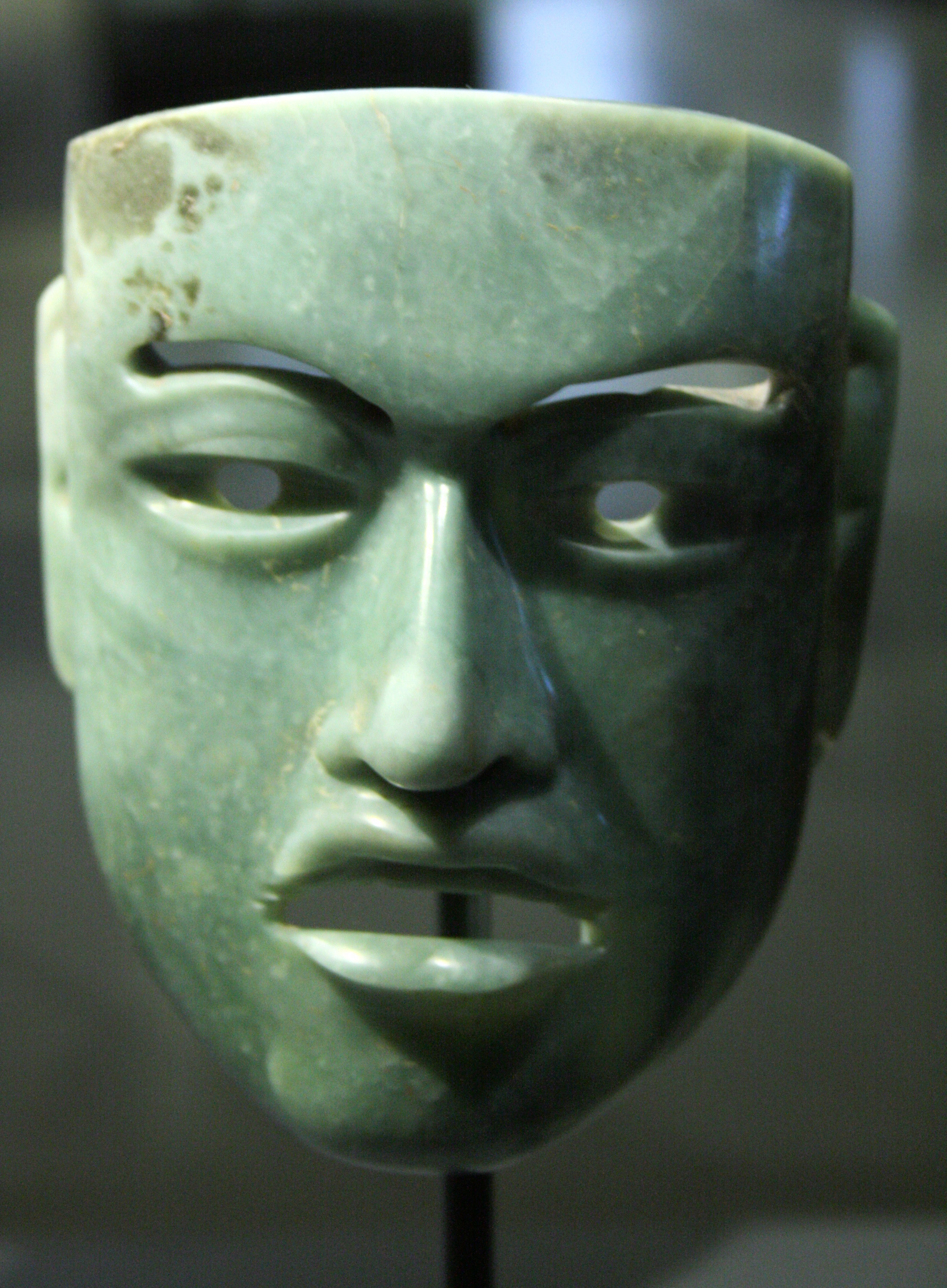
Maschera di volto in "stile olmeco" in giada.

La civiltà olmeca si sviluppò nei bassipiani del Messico sudorientale tra il 1500 e il 400 a.C. L'area nucleare olmeca si trova sulla Costa del Golfo del Messico all'interno degli Stati di Veracruz e Tabasco, un'area che misura approssimativamente 275 km da est a ovest e si estende per circa 100 km nell'entroterra dalla costa. Gli Olmechi sono considerati la prima civiltà a svilupparsi in Mesoamerica e l'area nucleare olmeca è una delle sei culle della civiltà a livello mondiale, le altre essendo la cultura di Norte Chico nel Sudamerica, la cultura di Erlitou del Fiume Giallo in Cina, la civiltà della valle dell'Indo nel subcontinente indiano, la civiltà dell'antico Egitto e la civiltà sumera nell'antico Iraq. Di queste, solo la civiltà olmeca si sviluppò in un ambiente di foreste tropicali di bassopiano.
Gli Olmechi furono i primi abitanti delle Americhe a costruire architetture monumentali e a stabilirsi in città piccole e grandi. Furono anche il primo popolo nelle Americhe a sviluppare un sofisticato stile di scultura in pietra. Nel primo decennio del XXI secolo emersero prove di una scrittura olmeca, con gli esempi più antichi che risalgono intorno al 650 a.C. Esempi di alfabeto sono stati trovati su stampi per rulli e manufatti in pietra; i testi sono brevi e sono stati parzialmente decifrati in base alla loro somiglianza con altri alfabeti mesoamericani. Le prove di una società complessa in via di sviluppo nell'area nucleare olmeca hanno portato a considerare gli Olmechi come la "cultura madre" della Mesoamerica, sebbene questo concetto rimanga controverso.

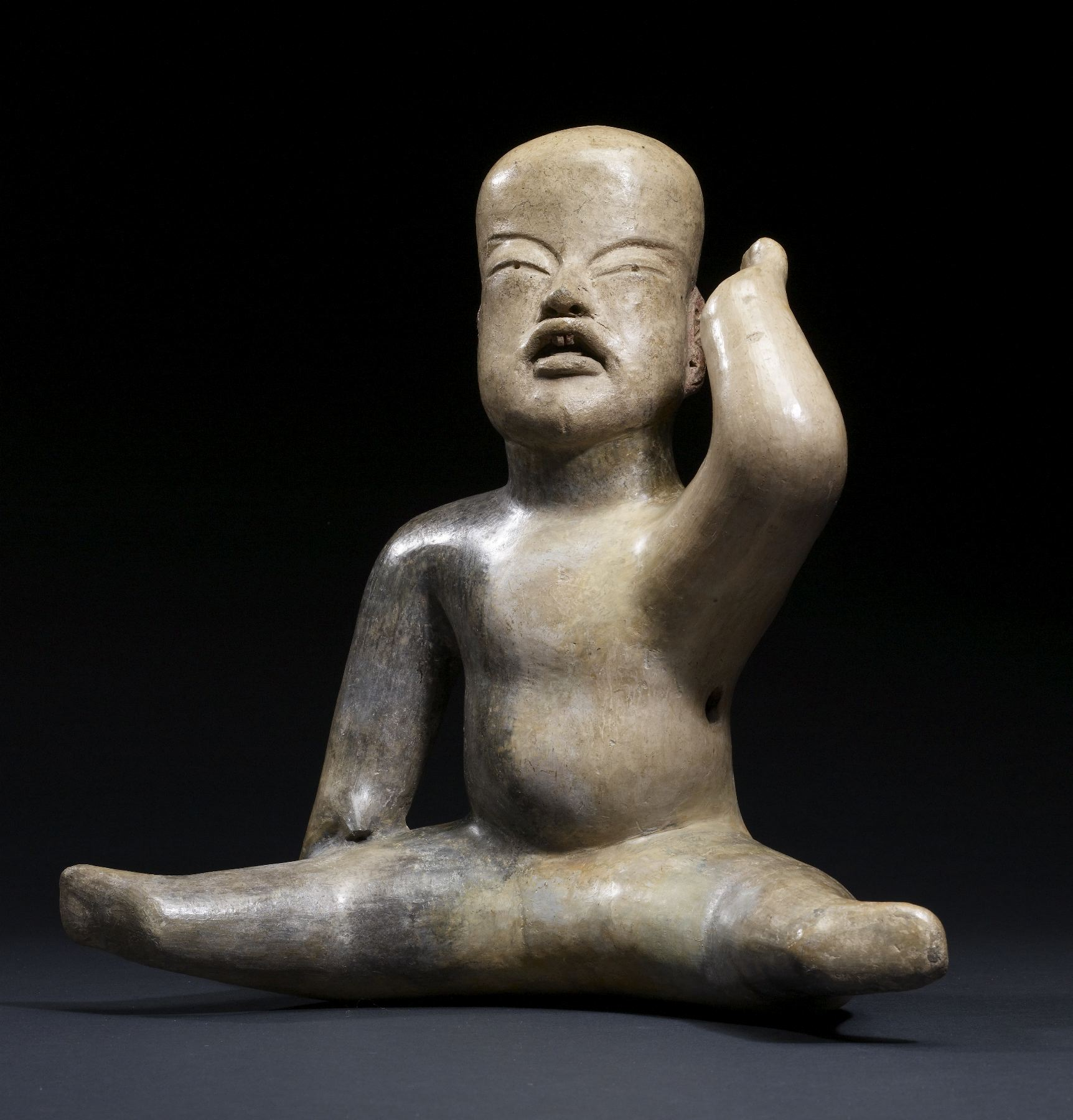
Statuina olmeca in ceramica di "figura infantile", un tipo olmeco comune e caratteristico.

Sembra che alcuni dei sovrani olmechi abbiano svolto funzioni religiose. Alla città di San Lorenzo succedette come centro principale della civiltà La Venta nel 900 a.C. circa, con Tres Zapotes e Laguna de los Cerros che condividevano probabilmente il ruolo; altri centri urbani erano molto meno significativi. La natura e il grado del controllo esercitati dai centri su una diffusa popolazione rurale rimane poco chiara. Raffinatissima arte olmeca, fatta molto chiaramente per un'élite sopravvive in varie forme, particolarmente nelle statuine olmeche e nelle sculture più grandi come Il lottatore. Le statuine sono state recuperate in grande numero e sono per la maggior parte in ceramica; esse erano presumibilmente ampiamente disponibili per la popolazione. Insieme a queste, di particolare rilevanza per le teste colossali sono le "maschere in stile olmeco", in pietra, così chiamate perché non sono ancora state portate alla luce in circostanze che consentono l'identificazione archeologica di un contesto olmeco. Queste evocative maschere con il volto di pietra presentano sia somiglianze sia differenze con le teste colossali. Due terzi della scultura monumentale olmeca rappresentano la forma umana e le teste colossali ricadono all'interno di questo tema essenziale dell'arte olmeca.

## Datazione
Le teste colossali non possono essere datate precisamente. Tuttavia, le teste di San Lorenzo furono sepolte verso il 900 a.C., indicando che il loro periodo di fabbricazione e uso era ancora anteriore. Le teste di Tres Zapotes erano state spostate dal loro contesto originario prima che fossero indagate dagli archeologi e le teste di La Venta furono trovate parzialmente esposte sulla superficie del terreno odierna. Il periodo di produzione delle teste colossali è perciò sconosciuto, come anche se esso si estendesse per un secolo o per un millennio. Le stime dell'orizzonte temporale durante il quale furono prodotte le teste colossali variano da 50 a 200 anni. Le teste di San Lorenzo sono ritenute le più antiche, e sono quelle eseguite più abilmente. Tutte le teste di pietra sono state assegnate al Periodo preclassico della cronologia mesoamericana, generalmente al Preclassico inferiore (1500–1000 a.C.), sebbene le due teste di Zapotes e la testa di La Cobata siano attribuite al Preclassico medio (1000–400 a.C.).

## Caratteristiche
Le teste colossali olmeche variano in altezza da 1,47 a 3,4 m e pesano tra 6 e 50 tonnellate. Tutte le teste colossali olmeche ritraggono uomini maturi con nasi piatti e guance carnose; gli occhi tendono ad essere leggermente incrociati. Le caratteristiche fisiche generali delle teste sono di un tipo che è ancora comune tra la gente della regione olmeca nei tempi moderni. Le parti posteriori delle teste sono spesso piatte, come se i monumenti fossero originariamente posti contro un muro. Tutti gli esempi di teste colossali olmeche indossano copricapi caratteristici che rappresentano probabilmente originali in stoffe o pelle animale. Alcuni esemplari hanno un nodo legato dietro la testa e altri sono decorati con piume. Una testa di La Venta è decorata con la testa di un uccello. Ci sono somiglianze tra i copricapi su alcune delle teste che hanno condotto alla speculazione che specifici copricapi possano rappresentare diverse dinastie, o forse identificare specifici sovrani. La maggior parte delle teste indossa grandi tappi auricolari inseriti nei lobi delle orecchie.

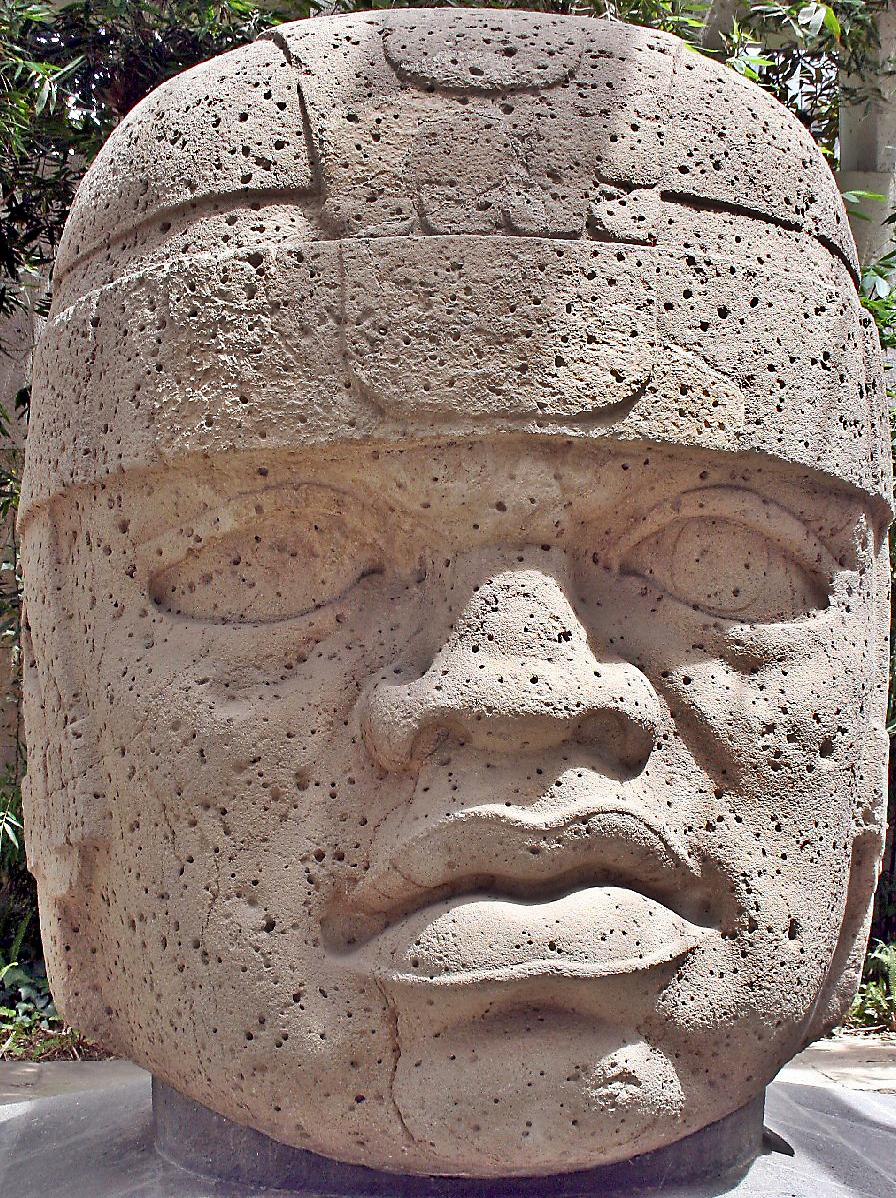
Testa colossale 1 di San Lorenzo.

Tutte le teste sono descrizioni realistiche, non idealizzate e franche degli uomini. È probabile che fossero ritratti di sovrani viventi (o recentemente deceduti) ben noti agli scultori. Ogni testa è distinta e realistica, mostrando caratteristiche personalizzate. Una volta si pensava che rappresentassero giocatori di pallone, sebbene questa teoria non sia più ampiamente sostenuta; è possibile, tuttavia, che esse rappresentassero sovrani equipaggiati per il gioco della palla mesoamericana. Le espressioni facciali dipinte sulle teste variano dall'austero al placido al sorridente. L'arte olmeca più realistica è quella più antica, che appare improvvisamente senza antecedenti sopravvissuti, con una tendenza verso una scultura più stilizzata con il progredire del tempo. Alcuni esempi sopravvissuti di scultura lignea recuperati da El Manatí dimostrano che è probabile che gli Olmechi avessero creato molte più sculture di materiali deperibili che opere scolpite nella pietra.
Alla fine del XIX secolo, José Melgar y Serrano descrisse una testa colossale che aveva caratteristiche "etiopi" e speculazioni che gli Olmechi avessero origini africane riemersero nel 1960 nell'opera di Alfonso Medellín Zenil e negli anni 1970 negli scritti di Ivan van Sertima. Tale speculazione non è presa seriamente da studiosi mesoamericani come Richard Diehl ed Ann Cyphers.
Sebbene tutte le teste colossali siano in generale simili, ci sono distinte differenze stilistiche nella loro esecuzione. Una delle teste di San Lorenzo presenta tracce di gesso e di vernice rossa, suggerendo che le teste fossero originariamente vivacemente decorate. Le teste non rappresentavano semplicemente sovrani olmechi; esse incorporavano anche il concetto stesso della sovranità.

## Fabbricazione
La produzione di ciascuna testa colossale deve essere stata attentamente pianificata, dato lo sforzo richiesto per assicurare che le risorse necessarie fossero disponibili; sembra probabile che solo i sovrani olmechi più potenti fossero in grado di mobilitare tali risorse. La forza lavoro avrebbe incluso scultori, lavoratori, sorveglianti, barcaioli, carpentieri e altri artigiani che producevano gli utensili per fare e spostare il monumento, in aggiunta al supporto necessario per nutrire e badare altrimenti a questi lavoratori. I cicli stagionali e agricoli e i livelli dei fiumi dovevano essere presi in considerazione per pianificare la produzione del monumento e l'intero progetto potrebbe senz'altro aver richiesto anni dall'inizio alla fine.

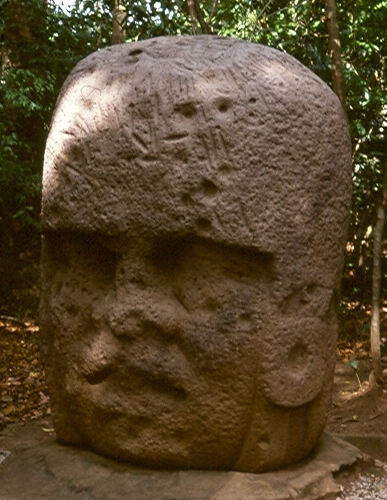
La testa colossale 3 di La Venta, non completata.

L'indagine archeologica sulle officine di basalto olmeche suggerisce che le teste colossali fossero dapprima modellate approssimativamente usando la percussione diretta per togliere scaglie di pietra sia grandi sia piccole. La scultura era poi rifinita ritoccando la superficie mediante l'uso di percussori, che erano generalmente ciottoli rotondi che potevano essere dello stesso basalto del monumento, sebbene questo non accadesse sempre. Furono trovati abrasivi in corrispondenza delle officine a San Lorenzo, che indicavano il loro uso nella finitura dei dettagli minori. Le teste colossali olmeche erano foggiate come monumenti a tutto tondo con vari livelli di rilievo sulla stessa opera; esse rendevano a mostrare un rilievo più alto sul volto e uno più basso sui tappi auricolari e sui copricapi. Il monumento 20 a San Lorenzo è un trono estesamente danneggiato con una figura che emerge da una nicchia. I suoi fianchi erano staccati ed era stato trascinato in un'altra posizione prima di essere abbandonato. È possibile che questo danno sia stato causato dagli stadi iniziali della riscultura del monumento in una testa colossale, ma che l'opera non sia mai stata completata.
Tutte le diciassette confermate nell'area nucleare olmeca furono scolpite in basalto estratto dalle montagne della Sierra de los Tuxtlas di Veracruz. La maggior parte erano formate da basalto grigio scuro a grana grossa noto come basalto di Cerro Cintepec dal nome di un vulcano della catena. I ricercatori hanno proposto che i grandi massi di basalto di Cerro Cintepec trovati sulle pendici sudorientali delle montagne siano la fonte della pietra per i monumenti. Questi massi si trovano in un'area interessata da grandi lahar (colate di fango vulcaniche) che trascinarono consistenti blocchi di pietra lungo le pendici della montagna, il che suggerisce che gli Olmechi non avevano bisogno di cavare il materiale grezzo per scolpire le teste. I massi approssimativamente sferici erano attentamente selezionati per imitare la forma di una testa umana. La pietra per le teste di San Lorenzo e La Venta era trasportata per una notevole distanza dalla fonte. La testa di La Cobata fu trovata sulla collina di El Vigia nella Sierra de los Tuxtlas e la pietra della Testa colossale 1 di Tres Zapotes e della Testa colossale 1 di Nestepe (note anche come Monumenti A e Q di Tres Zapotes) proveniva dalla stessa collina.
I massi furono trasportati per 150 km dalla fonte della pietra. Il metodo esatto di trasporto di queste grandi masse di roccia è sconosciuto, specialmente poiché gli Olmechi erano privi di bestie da soma e di ruote funzionanti, ed è probabile che abbiano usato il trasporto per via d'acqua tutte le volte che fosse possibile. Le correnti costiere nel Golfo del Messico e negli estuari dei fiumi potrebbero aver reso il trasporto via acqua di monumenti del peso di 20 tonnellate o più poco pratico. Due sculture olmeche gravemente danneggiate rappresentano blocchi di pietra rettangolari legati con corde. Una figura umana in gran parte distrutta cavalca ogni blocco, con le gambe che pendono sul fianco. Queste sculture possono senz'altro rappresentare i sovrani olmechi che supervisionano il trasporto della pietra che sarebbe stata foggiata nei loro monumenti. Quando era necessario il trasporto via terra, è probabile che gli Olmechi abbiano usato strade rialzate, rampe e strade per facilitare lo spostamento delle teste. Il terreno regionale presenta ostacoli significativi come paludi e piane alluvionali; evitarle avrebbe richiesto di attraversare la campagna con le colline ondulate. La costruzione di strade rialzate temporanee usando i suoli adeguati e abbondanti delle piane alluvionali avrebbe permesso un percorso diretto attraverso le piane alluvionali fino all'Altopiano del San Lorenzo. Costruzioni in terra come tumuli, piattaforme e strade rialzate dimostrano che gli Olmechi possedevano le conoscenze necessarie e potevano impegnare le risorse per costruire opere in terra su larga scala.
La parte posteriore piatta di molte delle teste colossali rappresentava la base piatta dei troni monumentali dai quali esse erano riadattate. Solo quattro delle diciassette teste dell'area nucleare non hanno parti posteriori appiattite, indicando la possibilità che la maggioranza fossero monumenti riadattati. In alternativa, le parti posteriori di questi massicci monumenti potrebbero essere stati appiattiti per facilitarne il trasporto, fornendo una forma stabile per trascinare i monumenti con delle corde. Le due teste di San Lorenzo hanno tracce di nicchie che sono caratteristiche dei troni monumentali olmechi e perciò sono state certamente riadattate da monumenti anteriori.
| Nome del sito | Località   | Monumento          | Nome alternativo                    | Altezza             | Ampiezza            | Profondità          | Peso (tonnellate) |
| ------------- | ---------- | ------------------ | ----------------------------------- | ------------------- | ------------------- | ------------------- | ----------------- |
| San Lorenzo   | Veracruz   | Testa colossale 1  | Monumento 1                         | 2,84 metri (9,3 ft) | 2,11 metri (6,9 ft) |                     | 25.3              |
| San Lorenzo   | Veracruz   | Testa colossale 2  | Monumento 2                         | 2,69 metri (8,8 ft) | 1,83 metri (6,0 ft) | 1,05 metri (3,4 ft) | 20                |
| San Lorenzo   | Veracruz   | Testa colossale 3  | Monumento 3                         | 1,78 metri (5,8 ft) | 1,63 metri (5,3 ft) | 0,95 metri (3,1 ft) | 9.4               |
| San Lorenzo   | Veracruz   | Testa colossale 4  | Monumento 4                         | 1,78 metri (5,8 ft) | 1,17 metri (3,8 ft) | 0,95 metri (3,1 ft) | 6                 |
| San Lorenzo   | Veracruz   | Testa colossale 5  | Monumento 5                         | 1,86 metri (6,1 ft) | 1,47 metri (4,8 ft) | 1,15 metri (3,8 ft) | 11.6              |
| San Lorenzo   | Veracruz   | Testa colossale 6  | Monumento 17                        | 1,67 metri (5,5 ft) | 1,41 metri (4,6 ft) | 1,26 metri (4,1 ft) | 8–10              |
| San Lorenzo   | Veracruz   | Testa colossale 7  | Monumento 53                        | 2,7 metri (8,9 ft)  | 1,85 metri (6,1 ft) | 1,35 metri (4,4 ft) | 18                |
| San Lorenzo   | Veracruz   | Testa colossale 8  | Monumento 61                        | 2,2 metri (7,2 ft)  | 1,65 metri (5,4 ft) | 1,6 metri (5,2 ft)  | 13                |
| San Lorenzo   | Veracruz   | Testa colossale 9  | Monumento 66                        | 1,65 metri (5,4 ft) | 1,36 metri (4,5 ft) | 1,17 metri (3,8 ft) |                   |
| San Lorenzo   | Veracruz   | Testa colossale 10 | Monumento 89                        | 1,8 metri (5,9 ft)  | 1,43 metri (4,7 ft) | 0,92 metri (3,0 ft) | 8                 |
| La Venta      | Tabasco    | Monumento 1        |                                     | 2,41 metri (7,9 ft) | 2,08 metri (6,8 ft) | 1,95 metri (6,4 ft) | 24                |
| La Venta      | Tabasco    | Monumento 2        |                                     | 1,63 metri (5,3 ft) | 1,35 metri (4,4 ft) | 0,98 metri (3,2 ft) | 11.8              |
| La Venta      | Tabasco    | Monumento 3        |                                     | 1,98 metri (6,5 ft) | 1,6 metri (5,2 ft)  | 1 metro (3,3 ft)    | 12.8              |
| La Venta      | Tabasco    | Monumento 4        |                                     | 2,26 metri (7,4 ft) | 1,98 metri (6,5 ft) | 1,86 metri (6,1 ft) | 19.8              |
| Tres Zapotes  | Veracruz   | Monumento A        | Testa colossale 1                   | 1,47 metri (4,8 ft) | 1,5 metri (4,9 ft)  | 1,45 metri (4,8 ft) | 7.8               |
| Tres Zapotes  | Veracruz   | Monumento Q        | Testa colossale 2, Testa di Nestape | 1,45 metri (4,8 ft) | 1,34 metri (4,4 ft) | 1,26 metri (4,1 ft) | 8.5               |
| La Cobata     | Veracruz   | Testa di La Cobata |                                     | 3,4 metri (11 ft)   | 3 metri (9,8 ft)    | 3 metri (9,8 ft)    | 40                |
| Takalik Abaj  | Retalhuleu | Monumento 23       |                                     | 1,84 metri (6,0 ft) | 1,2 metri (3,9 ft)  | 1,56 metri (5,1 ft) |                   |

## Monumenti conosciuti

Mappa dell'area nucleare olmeca. La Sierra de los Tuxtlas è segnata come Monti Tuxtla.

Si conoscono diciassette esempi confermati. Un monumento ulteriore, a Takalik Abaj in Guatemala, è un trono che potrebbe essere stato ricavato da una testa colossale. Questo è il solo esempio conosciuto al di fuori dell'area nucleare olmeca sulla costa del Golfo del Messico. Possibili frammenti di ulteriori teste colossali sono stati recuperati a San Lorenzo e a San Fernando nel Tabasco. Si conoscono anche rozze teste colossali di pietra nell'area meridionale maya dove sono associate allo stile di scultura panciuta. Sebbene siano stati portati argomenti a favore dell'ipotesi che siano preolmechi, si ritiene generalmente che questi monumenti posteriori siano influenzati dallo stile di scultura olmeco.
| Sito                     | N. di monumenti |
| ------------------------ | --------------- |
| San Lorenzo Tenochtitlán | 10              |
| La Venta                 | 4               |
| Tres Zapotes             | 2               |
| La Cobata                | 1               |
| Takalik Abaj             | 1 (possibile)   |

### San Lorenzo
Le dieci teste colossali di San Lorenzo formavano originariamente due file approssimativamente parallele che correvano da nord a sud attraverso il sito. Sebbene alcune siano state recuperate dai burroni, esse furono ritrovate vicine alle loro collocazioni originarie ed erano state sepolte dall'erosione locale. Queste teste, insieme a un numero di troni di pietra monumentali, formavano probabilmente un percorso processionale attraverso il sito, mostrando in modo potente la dua storia dinastica. Due delle teste di San Lorenzo erano state riscolpite da troni più antichi.

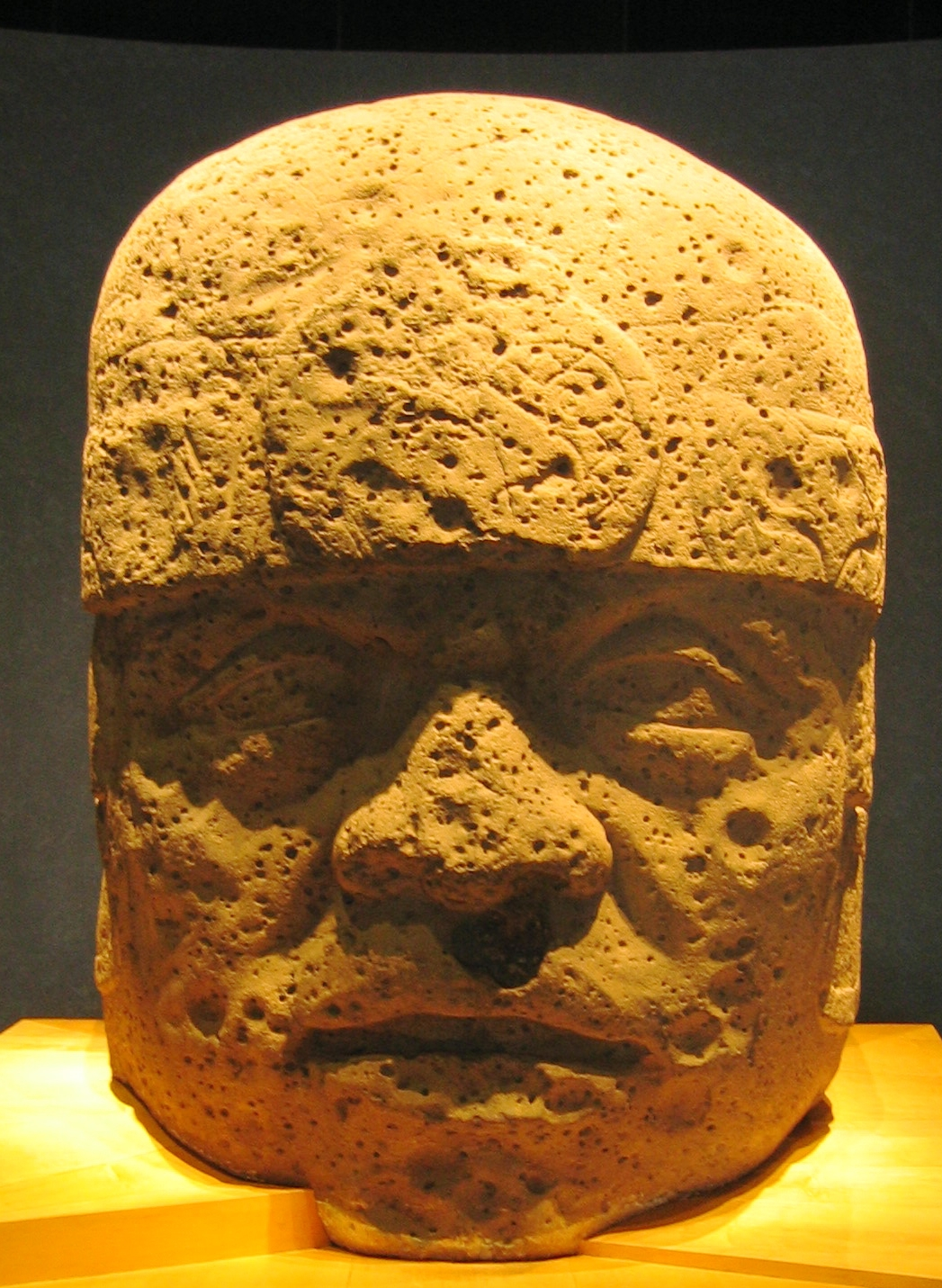
Testa colossale 2 di San Lorenzo nel Museo nazionale di antropologia a Città del Messico.

La Testa colossale 1 di San Lorenzo (nota anche come Monumento di San Lorenzo) era distesa rivolta verso l'alto quando fu riportata alla luce. L'erosione di un sentiero che passava in cima al monumento ne scoprì l'occhio e condusse alla scoperta del sito olmeco. La Testa colossale 1 è alta 2,84 m; misura 2,11 m di larghezza e pesa 25,3 tonnellate. Il monumento fu scoperto parzialmente sepolto al bordo di una gola da Matthew Stirling nel 1945. Quando fu scoperto era disteso sulla parte posteriore, guardando verso l'alto. Fu associato a un gran numero di vasi e statuine rotti in ceramica. La maggioranza di questi resti ceramici sono stati datati tra l'800 e il 400 a.C.; alcuni pezzi sono stati datari alla fase di Villa Alta (Tardo periodo classico, 800–1000 d.C.). Il copricapo possiede una semplice fascia che è legata dietro la testa. La porzione superiore del copricapo è decorata con un motivo a forma di U. Questo elemento scende attraverso la parte anteriore del copricapo, terminando sulla fronte. Sulla porzione frontale la testa è decorata con cinque motivi semicircolari. La parte dello scalpo non incontra la fascia orizzontale, lasciando uno spazio tra i due pezzi. Su ciascun lato della faccia una cinghia scende dal copricapo e passa davanti all'orecchio. La fronte è corrugata in un'espressione di preoccupazione. Le labbra sono leggermente aperte senza rivelare i denti. Le guance sono pronunciate e le orecchie sono particolarmente ben fatte. La,faccia è leggermente asimmetrica, il che può essere dovuto a un errore da parte degli scultori o può riflettere accuratamente le caratteristiche fisiche del soggetto del ritratto. La testa è stata spostata nel Museo di antropologia di Xalapa.
La Testa colossale 2 di San Lorenzo (nota anche come Monumento 2 di San Lorenzo) fu riadattata da un tono monumentale. La testa è alta 2,69 m e misura 1,83 m di larghezza e 1,05 m dì profondità; pesa 20 tonnellate. La Testa colossale 2 fu scoperta nel 1945 quando la guida di Matthew Stirling rimosse una parte della vegetazione e del fango che la ricopriva. Il monumento fu trovato disteso sulla parte posteriore, rivolto al cielo, e fu portato alla luce nel 1946 da Stirling e Philip Drucker. Nel 1962 il monumento fu rimosso dall'altopiano di San Lorenzo al fine di metterlo in mostra come parte dell'esposizione su "La tradizione olmeca" al Museo di belle arti a Houston nel 1963. La Testa colossale 2 di San Lorenzo è attualmente nel Museo nazionale di antropologia a Città del Messico. La testa era associata a numerosi ritrovamenti ceramici; sono stati datati ai periodi del Preclassico inferiore e del Tardo preclassico. La testa colossale 2 indossa un complesso copricapo che sfoggia una fascia orizzontale legata dietro la testa; questa è decorata con tre teste di uccello che sono collocate sopra la fronte e le tempie. La parte dello scalpo è formata da sei strisce che corrono verso la posteriore della testa. La parte frontale del copricapo sopra la fascia orizzontale è semplice. Due corte cinghie pendono dal copricapo davanti alle orecchie. I gioielli per le orecchie sono formati da grandi anelli quadrati o dischi incorniciati. Gli ornamenti a sinistra e destra sono diversi, con le linee radiali sul paraorecchie, una caratteristica assente sul paraorecchie destro. La testa è gravemente danneggiata a causa di un processo di riadattamento non completato. Questo processo ha bucherellato l'intera faccia con almeno 60 cavità minori e 2 buchi più grandi. Le caratteristiche sopravvissute sembrano raffigurare un uomo invecchiato con la fronte corrucciata in un'espressione preoccupata. Le labbra sono spesse e leggermente dischiuse per rivelare i denti; la testa ha un mento pronunciato.

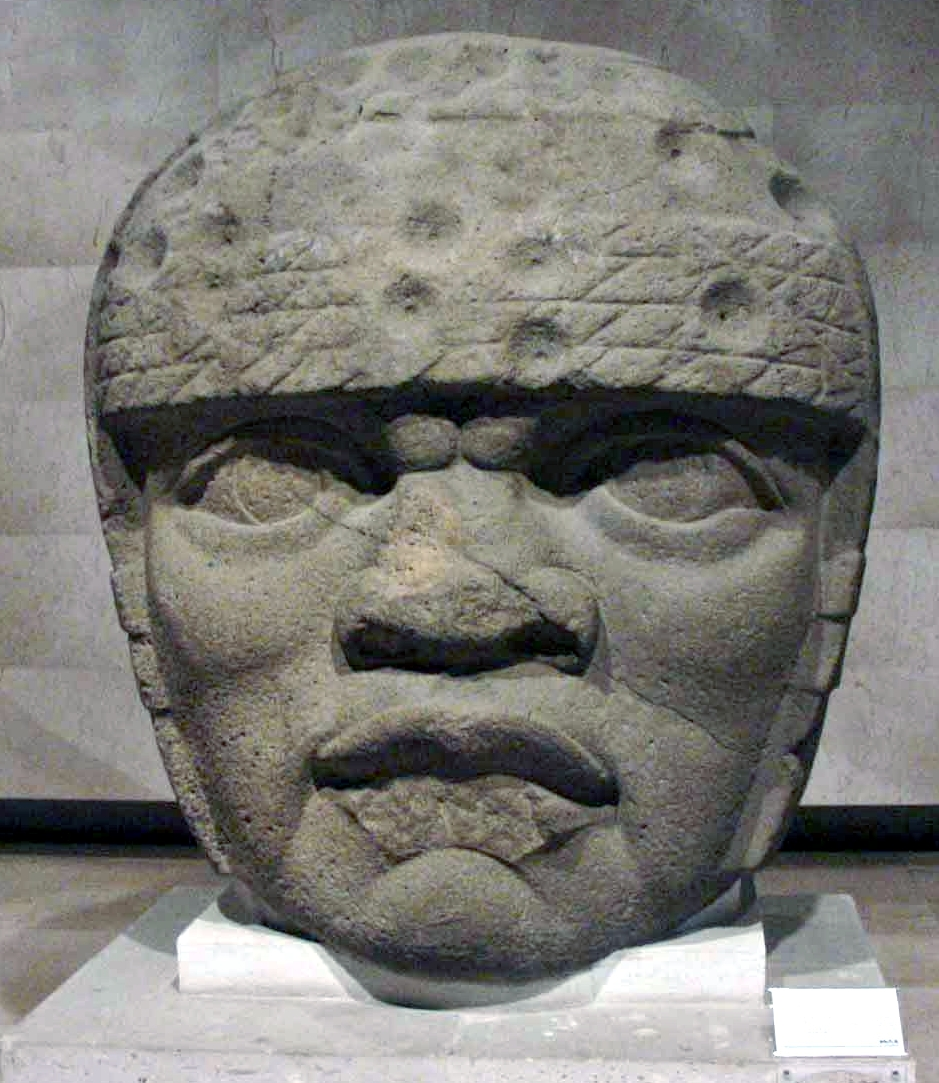
Testa colossale 3 di San Lorenzo.

La Testa colossale 3 di San Lorenzo è nota anche come Monumento 3 di San Lorenzo. La testa misura 1,78 m di altezza per 1,63 di larghezza per 0,95 m di profondità e pesa 9,4 tonnellate. Essa fu scoperta in una profonda gola da Matthew Stirling nel 1946; fu trovata distesa a faccia in giù e il suo disseppellimento fu difficile a causa delle condizioni di umidità nella gola. Il monumento fu trovato 0,8 km a sudovest del tumulo principale di San Lorenzo, tuttavia la sua collocazione originaria è sconosciuta; l'erosione della gola può aver prodotto come risultato un significativo spostamento della scultura. La Testa 3 è stata spostata nel Museo di antropologia di Xalapa. Il copricapo è complesso, con la fascia basale orizzontale formata da quattro corde orizzontali, con lembi diagonali sopra ciascun occhio. Un piccolo zucchetto sormonta il copricapo. Un grande lembo formato da quattro corde scende lungo entrambi i lati della testa, coprendo completamente le orecchie. La faccia ha una fronte tipicamente corrucciata e, insolitamente, ha palpebre chiaramente definite. Le labbra sono spesse e leggermente dischiuse; la parte anteriore del labbro inferiore si è completamente staccata, e la parte anteriore inferiore del copricapo è bucherellata con 27 depressioni artificiali irregolarmente distanziate.
La Testa colossale 4 di San Lorenzo (nota anche come Monumento 4 di San Lorenzo) pesa 6 tonnellate ed è stata spostata nel Museo di antropologia di Xalapa. La Testa colossale 4 è alta 1,78 m, larga 1,17 m e profonda 0,95 m. La testa fu scoperta da Matthew Stirling nel 1946, 550 m a nordovest del tumulo principale, al bordo di una gola. Quando fu portata alla luce, fu trovata distesa sul lato destro e in ottimo stato di conservazione. I materiali ceramici portati alla luce con la testa si mescolarono con la ceramiche associate alla Testa 5, rendendo difficile la datazione ceramica del monumento. Il copricapo è decorato con una fascia orizzontale formata da quattro corde scolpite, simili a quelle della Testa 3. Sul lato destro, tre tasselli scendono dalla porzione superiore del copricapo; essi terminano in un totale di otto strisce che pendono in basso attraverso la fascia orizzontale. Si ritiene che questi tasselli rappresentino capelli piuttosto che corde. Anche sul lato destro, due corde scendono attraverso l'orecchio e continuano alla base del monumento. Sul lato sinistro, tre corde verticali scendono attraverso l'orecchio. Il paraorecchie è visibile solo sul lato destro; è formato da un semplice disco e da un paletto. La faccia è quella di un uomo invecchiato con la fronte corrugata, gli zigomi bassi e il mento sporgente. Le labbra sono spesse e leggermente dischiuse.

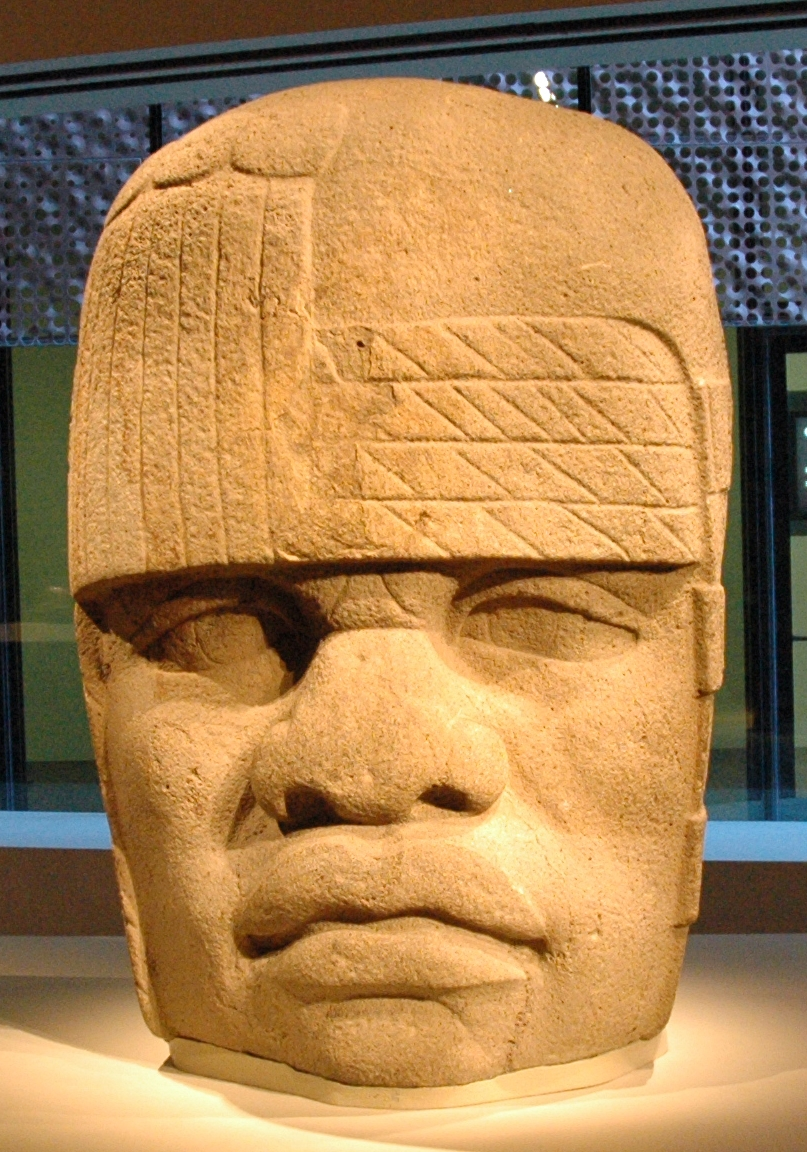
La Testa colossale 4 di San Lorenzo fotografata nel 2005 mentre era in prestito al de Young Museum a San Francisco.

La Testa colossale 5 di San Lorenzo è nota anche come Monumento 5 di San Lorenzo. Il monumento è alto 1,86 m e misura 1,47 m di larghezza per 1,15 m di profondità. Pesa 11,6 tonnellate. La testa fu scoperta da Matthew Stirling nel 1946, faccia in giù in una gola a sud del tumulo principale. La testa è particolarmente ben fatta ed è probabile che sia stata trovata vicino alla sua collocazione originaria. Le ceramiche recuperate durante il suo disseppellimento si mescolarono con quelle provenienti dallo scavo della Testa 4. Le ceramiche mescolate sono state datate alle fasi di San Lorenzo e Villa Alta (approssimativamente 1400–1000 a.C. e 800–1000 d.C. rispettivamente). La Testa colossale 5 è particolarmente ben conservata, sebbene la parte posteriore della fascia del copricapo sia stata danneggiata quando la testa fu spostata dal sito archeologico. La fascia del copricapo è posta ad angolo e ha una tacca sopra il ponte del naso. Il copricapo è decorato con zampe di giaguaro; questa identificazione generale della decorazione è contestata da Beatriz de la Fuente poiché le "zampe" hanno tre artigli ciascuna; ella perciò le identifica come gli artigli di un uccello da preda. Sul retro della testa, dieci strisce allacciate formano una rete decorata con motivi a disco. Due corte cinghie scendono dal copricapo davanti alle orecchie. Le orecchie sono adornate da tappi auricolari a forma di disco con paletti. Il volto è quello di un uomo invecchiato con le rughe sotto gli occhi e attraverso il ponte del naso, e la fronte che è corrugata. Le labbra sono leggermente dischiuse. La Testa colossale 5 è stata spostata nel Museo di antropologia di Xalapa.
La Testa colossale di San Lorenzo 6 (nota anche come Monumento di San Lorenzo 17) è uno degli esempi minori di teste colossali, alta 1,67 metri. Misura 1,41 metri di larghezza per 1,26 metri di profondità e si stima che pesi tra le 8 e le 10 tonnellate. La testa fu scoperta da un bracciante agricolo locale e fu portata alla luce nel 1965 da Luis Aveleyra e Román Piña Chan. Era crollata in un burrone sotto il suo peso e fu trovata a faccia in giù sul fianco sinistro. Nel 1970 fu trasportata nel Metropolitan Museum of Art di New York per l'esposizione centenaria del museo. Dopo il suo ritorno in Messico, fu posta nel Museo nazionale di antropologia a Città del Messico. È scolpita con un copricapo simile a una rete tenuto insieme da nervature scolpite. Una copertura scende da sotto il copricapo per coprire la metà posteriore del collo. La fascia della testa è divisa in quattro strisce e comincia sopra l'orecchio destro, estendendosi intorno all'intera testa. Una corta cinghia scende da entrambi i lati della testa verso l'orecchio. Gli ornamenti sono complessi e sono più grandi sul davanti dell'orecchio che sul retro. La faccia è quella di un maschio invecchiato con la fronte corrucciata, le rughe sotto gli occhi, le guance cadenti e profonde pieghe su entrambi i lati del naso. La faccia è alquanto asimmetrica, probabilmente a causa di errori nell'esecuzione del monumento.
La Testa colossale 7 di San Lorenzo (nota anche come Monumento 53 di San Lorenzo) misura 2,7 metri di altezza per 1,85 metri di larghezza per 1,35 metri di profondità e pesa 18 tonnellate. La Testa colossale 7 di San Lorenzo fu riadattata da un trono monumentale; fu scoperta da un progetto archeologico congiunto dell'Istituto nazionale di antropologia e storia e dell'Università di Yale, come risultato di un rilevamento con il magnetometro. Era sepolta a una profondità di meno di 1 metro e ed era distesa rivolta verso l'alto, leggermente inclinata verso nord sul fianco destro. La testa è mal conservata ed ha subito sia l'erosione sia danni deliberati. Il copricapo è decorato con un paio di mani umane; un ornamento piumato è scolpito dietro la fascia della testa e due dischi adornano la parte anteriore. Una corta cinghia scende dalla fascia della testa e pende davanti all'orecchio destro. La testa sfoggia grandi paraorecchie che coprono completamente i lobi delle orecchie, benché la grave erosione renda difficile distinguere la loro esatta forma. La faccia ha le rughe sotto il naso e le guance, le guance cadenti e gli occhi infossati; le labbra sono seriamente danneggiate e la bocca è aperta, mostrando i denti. Nel 1986 la testa fu trasportata nel Museo di antropologia di Xalapa.
La Testa colossale 8 di San Lorenzo (nota anche come Monumento 61 di San Lorenzo) è alta 2,2 metri; misura 1,65 metri di larghezza per 1,6 metri di profondità e pesa 13 tonnellate. È uno dei più raffinati esempi di testa colossale olmeca. Fu trovata distesa sul fianco a sud di un trono monumentale. Il monumento fu scoperta a una profondità di 5 metri durante un rilevamento con il magnetometro del sito nel 1968; è stata datata al Preclassico inferiore. Dopo la scoperta fu inizialmente riseppellita; fu spostata nel Museo di antropologia di Xalapa nel 1986. Il copricapo è decorato con gli artigli o zampe di un giaguaro o di un'aquila. Ha una fascia per la testa e una copertura che scende da sotto il copricapo vero e proprio dietro le orecchi. Due corte cinghie scendono davanti alle orecchie. La testa sfoggia grandi ornamenti a forma di paletti. La faccia è quella di un uomo maturo con le guance cadenti e le rughe tra queste e il naso. La fronte è raccolta in un'espressione accigliata. La bocca è leggermente dischiusa per rivelare i denti. La maggior parte della testa è scolpita in maniera realistica, l'eccezione essendo le orecchie. Queste sono stilizzate e rappresentate dalla forma di un punto interrogativo contenuto in un altro. La testa è conservata molto bene e mostra una rifinitura raffinata.
La Testa colossale 9 di San Lorenzo è nota anche come Monumento 66 di San Lorenzo. Misura 1,65 metri di altezza per 1,36 metri di larghezza per 1,17 metri di profondità. La testa fu esposta nel 1982 per erosione delle gole presso San Lorenzo; fu trovata leggermente inclinata sul fianco sinistro e rivolta verso l'alto, metà coperta dal lato crollato di una gola e bagnata da un torrente. Sebbene fosse documentata dagli archeologi, rimase per qualche tempo nel luogo della sua scoperta prima di essere spostata nel Museo di antropologia di Xalapa. Il copricapo è costituito da un pezzo unico senza una fascia distinta. I fianchi mostrano caratteristiche che sono probabilmente tese a rappresentare capelli lunghi che pendono in fondo al monumento. I paraorecchie sono piastre rettangolari con un elemento trapezoidale aggiuntivo sul davanti. La testa è raffigurata con indosso un anello per il naso. La faccia sta sorridendo e ha rughe sotto gli occhi e ai margini della bocca. Ha guance cadenti e occhi ampi. La bocca è chiusa e il labbro superiore è seriamente danneggiato. La scultura subì qualche mutilazione nell'antichità, con nove cavità scavate nella faccia e nel copricapo.
La Testa colossale 10 di San Lorenzo (nota anche come Monumento 89 di San Lorenzo) è stata spostata nel Museo comunitario di San Lorenzo Tenochtitlán vicino a Texistepec. È alta 1,8 metri e misura 1,43 metri di ampiezza per 0,92 metri di profondità; pesa 8 tonnellate. La testa fu scoperta da un rilevamento con il magnetometro nel 1994; fu trovata sepolta, distesa a faccia in su in fondo a un burrone e fu portata alla luce di Ann Cyphers. Il copricapo è formato da 92 nervature circolari che coprono completamente la parte superiore della testa e scendono attraverso i fianchi e il retro. Sopra la testa vi è un grande elemento che forma un piede con tre dita con lunghe unghie, probabilmente il piede di un uccello. La testa indossa grandi tappi auricolari che sporgono oltre le nervature del copricapo. I tappi hanno la forma di un quadrato arrotondato con una porzione centrale infossata circolare. La faccia è quella di un uomo maturo con la bocca chiusa, le guance cadenti e le rughe sotto gli occhi. La bocca è delicatamente scolpita e la testa possiede un mento pronunciato.

### La Venta

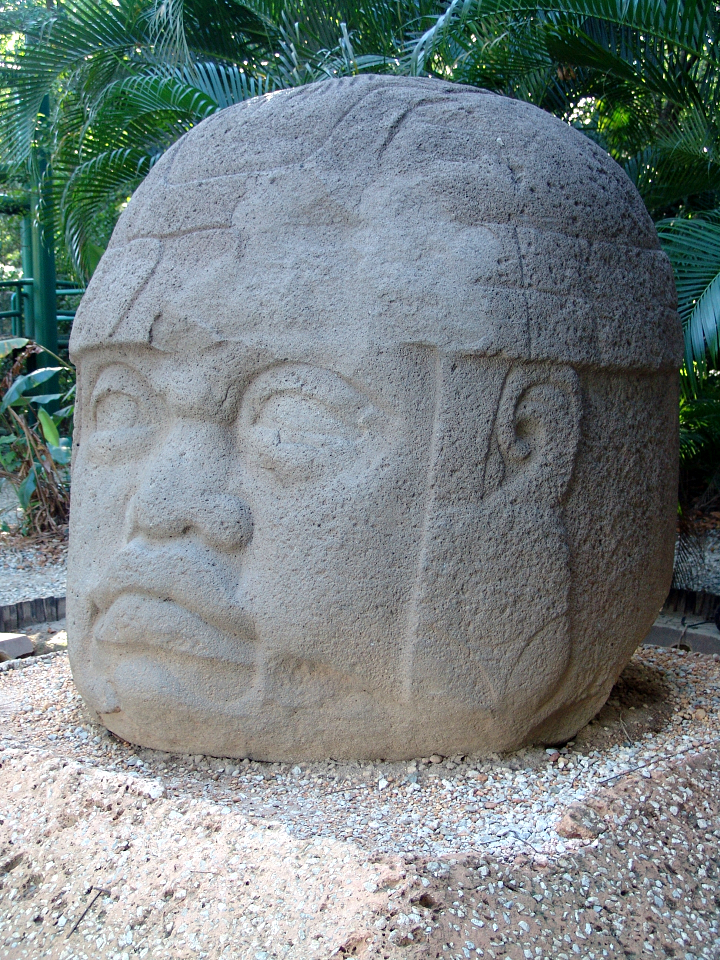
Monumento 1 di La Venta di fianco, che mostra le cinghie del copricapo e gli ornamenti per le orecchie.

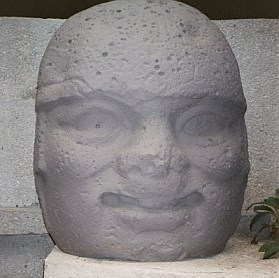
Monumento 2 di La Venta.

Tre delle teste di La Venta furono trovate in una fila che correva da est a ovest nel Complesso I settentrionale; tre rivolte verso nord, lontano dal centro della città. L'altra testa fu trovata nel Complesso B a sud della Grande Piramide, in una piazza che includeva numerose altre sculture. Quest'ultima, la prima delle teste di La Venta ad essere scoperta, fu trovata durante l'esplorazione archeologica di La Venta nel 1925; le altre tre rimasero sconosciute agli archeologi finché un ragazzo locale non guidò Matthew Stirling da esse mentre stava portando alla luce la prima testa nel 1940. Furono localizzate approssimativamente 0,9 km a nord del Monumento 1.
Si ipotizza che il Monumento 1 di La Venta sia il ritratto dell'ultimo sovrano di La Venta. Il Monumento 1 misura 2,41 metri di altezza per 2,08 metri di larghezza per 1.95 metri di profondità; pesa 24 tonnellate. La parte anteriore del copricapo è decorata con tre motivi che rappresentano apparentemente gli artigli o zanne di un animale. Sopra questi simboli vi è una decorazione angolare a forma di U che scende dallo scalpo. Su ciascun lato del monumento una cinghia scende dal copricapo, passando davanti all'orecchio. Ogni orecchio ha un ornamento sporgente che scende dal lobo dell'orecchio alla base del monumento. Le fattezze sono quelle di un uomo maturo, con le rughe intorno alla bocca, agli occhi e al naso. Il Monumento 1 è la testa meglio conservata a La Venta, ma ha subito l'erosione, particolarmente sul retro. La testa fu descritta per la prima volta da Franz Blom e Oliver La Farge che indagò i resti di La Venta per conto dell'Università Tulane nel 1925. Quando fu scoperta era semisepolta; le sue massicce dimensioni fecero sì che gli scopritori non fossero in grado di portarla completamente alla luce. Matthew Stirling disseppellì completamente il monumento nel 1940, dopo aver sgombrato la spessa vegetazione che l'aveva coperta negli anni intercorsi. Il Monumento  è stato spostato nel Parco Museo La Venta a Villahermosa. La testa fu trovata nel suo contesto; i ritrovamenti associati sono stati datati con il radiocarbonio tra il 1000 e il 600 a.C.
Il Monumento 2 di La Venta misura 1,63 metri di altezza per 1,35 metri di larghezza per 0,98 metri di profondità; la testa pesa 11,8 tonnellate. La faccia ha un'espressione generalmente sorridente che rivela quattro dei denti superiori. Le guance sono sporgenti per l'azione di sorridere; il sopracciglio che è normalmente visibile nelle altre teste è coperto dal bordo del copricapo. La faccia è seriamente erosa, distorcendo le fattezze. In aggiunta al grave danno dell'erosione, il labbro superiore e una parte del naso sono stati deliberatamente mutilati. La testa fu trovata nel suo contesto originario a pochi metri dall'angolo nordoccidentale della piattaforma piramidale A-2. La datazione con il radiocarbonio del contesto del monumento lo fa risalire tra il 1000 e il 600 a.C. Il Monumento 2 ha subito il danno dell'erosione a causa della sua esposizione agli elementi anteriormente alla scoperta. La testa ha un copricapo sporgente, ma questo è seriamente eroso e qualsiasi dettaglio è stato cancellato. Una cinghia scende davanti all'orecchio su ciascun lato della testa, arrivando fino al lobo dell'orecchio. La testa è adornata con ornamenti per le orecchie sotto forma di un disco che copre il lobo dell'orecchio, con un fermaglio o un paletto associati. I dettagli sopravvissuti del copricapo sono stilisticamente simili a quelli del Monumento A di Tres Zapotes. La testa è stata spostata nel Museo dello Stato di Tabasco a Villahermosa.
Il Monumento 3 di La Venta è alto 1,98 metri e misura 1,6 metri di larghezza per 1 metro di profondità; pesa 12.8 tonnellate. Il Monumento 3 era localizzato a est del Monumento 2, ma fu spostato nel Parco Museo La Venta a Villahermosa. Come le altre teste di La Venta, il suo contesto è stato datato con il radiocarbonio tra il 1000 e il 600 a.C. Essa appare non terminata e ha subito gravi danni dalle intemperie, rendendo l'analisi difficile. Ha un grande copricapo che arriva alle sopracciglia, ma qualsiasi dettaglio si è perso attraverso l'erosione. Le cinghie scendono davanti a ciascun orecchio e continuano alla base del monumento. Le orecchie portano grandi anelli appiattiti che si sovrappongono alle cinghie; probabilmente rappresentano ornamenti di giada di un tipo che è stato recuperato nella regione olmeca. Sebbene la maggior dei dettagli facciali sia andata perduta, l'increspamento del ponte del naso è ancora evidente, una caratteristica che è comune alle espressioni corrucciate delle altre teste colossali olmeche.
Il Monumento 4 di La Venta misura 2,26 metri di altezza per 1,98 metri di larghezza per 1,86 metri di profondità. Pesa 19,8 tonnellate. Fu trovata alcuni metri ad ovest del Monumento 2 ed è stata spostata nel Parco Museo La Venta. Come per altre teste nel gruppo, il suo contesto archeologico è stato datato con il radiocarbonio tra il 1000 e il 600 a.C. Il copricapo è elaborato e, sebbene danneggiato, vari dettagli sono ancora discernibili. La base del copricapo è formata da tre strisce orizzontali che corrono sulla fronte. Un lato è decorato con un motivo a doppio disco che potrebbe essere stato ripetuto sull'altro; se è così, il danno sul lato destro ne ha cancellato qualsiasi traccia. La cima del copricapo è decorata con il piede artigliato di un uccello da preda.  Ogni cinghia o treccia di capelli scende su entrambi i lati della faccia, dal copricapo alla base del monumento. Sopravvive solo solo un tappo auricolare; è piatto, a forma di quadrato arrotondato, ed è decorato con un motivo a croce. Le orecchie sono state completamente distrutte dall'erosione e le labbra sono danneggiate. Le fattezze sopravvissute mostrano un corrugamento e un increspamento intorno al naso e alle guance. La testa mostra denti sporgenti.

### Tres Zapotes
Le due teste di Tres Zapotes, con la testa di La Cobata, sono stilisticamente distinte dagli altri esempi conosciuti. Beatriz de la Fuente le vede come una tarda sopravvivenza regionale di una tradizione più antica, mentre altri studiosi sostengono che sono semplicemente il tipo di variante regionale da attendersi in un insediamento di frontiera. Queste teste sono scolpite con copricapi relativamente semplici; hanno proporzioni tozze, ampie tratti facciali distintivi. Le due teste di Tres Zapotes sono i più antichi monumenti di pietra conosciuti provenienti dal sito. La scoperta di una delle teste di Tres Zapotes nel diciannovesimo secolo condusse alle prime indagini archeologiche della cultura olmeca, condotte da Matthew Stirling nel 1938.
Il Monumento A di Tres Zapotes (noto anche come Testa colossale 1 di Tres Zapotes) fu la prima testa colossale ad essere trovata, scoperta per caso a metà del XIX secolo, 1 km a nord del moderno villaggio di Tres Zapotes. Dopo la sua scoperta rimase semisepolta finché non fu portato alla luce da Matthew Stirling nel 1939. A un certo punto fu spostata nella piazza del moderno villaggio, probabilmente all'inizio degli anni 1960. Da allora è stata spostata nel Museo comunitario di Tres Zapotes. Il Monumento A è alto 1,47 metri; misura 1,5 metri di larghezza per 1,45 metri di profondità, e si stima che pesi 7,8 tonnellate. La testa è scolpita con un semplice copricapo con una ampia fascia che per il resto è disadorna, e indossa ornamenti rettangolari per le orecchie che sporgono in avanti sulle guance. La faccia è intagliata con pieghe profonde tra le guance e il naso e intorno alla bocca; la fronte è corrugata in un'espressione preoccupata. Il labbro superiore ha subito danni recenti, con la porzione sinistra che si sta sfaldando.
Il Monumento Q di Tres Zapotes (noto anche come Testa di Nestape e Testa colossale 2 di Tres Zapotes) misura 1,45 metei di altezza per 1,34 metri di larghezza per 1,26 metri di profondi e pesa 8,5 tonnellate. La sua data esatta di scoperta è ignota, ma si stima che sia stato intorno agli anni 1940, quando fu colpita dai macchinari che venivano usati per sgombrare la vegetazione dalla collina di Nestape. Il Monumento Q fu l'undicesima testa colossale ad essere scoperta. Fu spostata nella piazza di Santiago Tuxtla nel 1951 e rimane là ancora oggi. Il Monumento Q fu descritto per la prima volta da Williams ed Heizer in un articolo pubblicato nel 1965. Il copricapo è decorato con un ornamento frontale a forma di lingua, e il retro della testa è scolpito con sette trecce di capelli legate con tasselli. Una cinghia scende da ciascun lato del copricapo, passando sulle orecchie e alla base del monumento. La faccia ha pieghe pronunciate intorno al naso, alla bocca e agli occhi.

### La Cobata

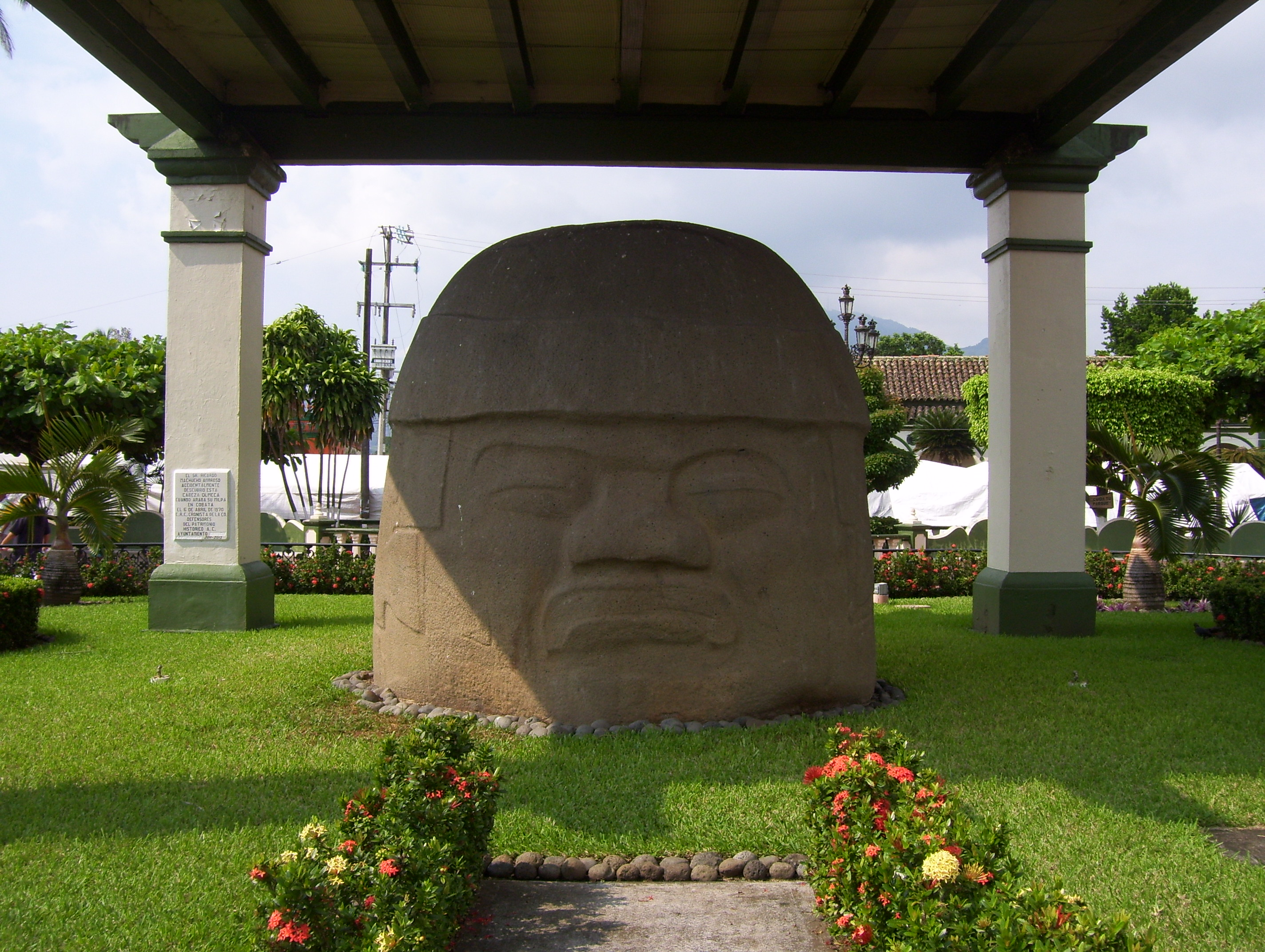
La testa di La Cobata, nella piazza principale di Santiago Tuxtla.

La regione di La Cobata era la fonte del basalto usato per scolpire tutte le teste colossali nell'area nucleare olmeca. La testa colossale di La Cobata fu scoperta nel 1970 e fu la quindicesima ad essere registrata. Fu scoperta in un passo di montagna nella Sierra de los Tuxtlas, sul lato nord del vulcano di El Vigia vicino a Santiago Tuxtla. La testa era in gran parte sepolta quando fu trovata; gli scavi scoprirono un'offerta del Classico tardo (600–900 d.C.) associata alla testa, consistente in un vaso in ceramica e in coltello di ossidiana lungo 12 centimetri posto con la punta a nord verso la testa. Si crede che l'offerta sia stata depositata molto tempo dopo che la testa era stata scolpita. La testa di La Cobata è stata spostata dalla sua ubicazione originaria nella piazza principale di Santiago.
La testa di La Cobata è la più grande testa conosciuta: è più o meno rotonda e misura 3 per 3 metri per 3,4 metri di altezza. Si stima che questa massiccia scultura pesi 40 tonnellate. Essa è stilisticamente distinta dagli altri esempi, e Beatriz de la Fuente la collocò tardi nel quadro olmeco. Le caratteristiche della scultura hanno condotto alcuni ricercatori a suggerire che rappresenti una persona deceduta. Norman Hammond sostiene che le apparenti differenze stilistiche del monumento derivano dal suo stato incompleto piuttosto che dalla sua produzione tarda. Gli occhi del monumento sono chiusi, il naso è appiattito e manca delle narici e la bocca non è scolpita in maniera realistica. Il copricapo è sotto forma di una semplice fascia orizzontale.
La localizzazione originaria della testa di La Cobata non era un sito archeologico primario ed è probabile che la testa sia stata abbandonata nella sua sede o durante il trasporto alla sua destinazione prevista. Varie caratteristiche della testa suggeriscono che essa fosse incompleta, quali una mancanza di simmetria sotto la bocca e un'area di pietra grezza sotto la base. La roccia non era stata rimossa intorno agli orecchini come per le altre teste, e non si restringe verso la base. Grandi parti del monumento sembrano essere sbozzate senza rifinire i dettagli. Anche l'orecchino di destra appare incompleto; la porzione anteriore è contrassegnata da una linea scolpita, mentre la porzione posteriore è stata scolpita in rilievo, probabilmente indicando che anche la guancia destra e la zona degli occhi erano incolpevoli. La testa di La Cobata fu quasi certamente scolpita da un masso grezzo piuttosto che essere scolpita da un trono.

### Takalik Abaj

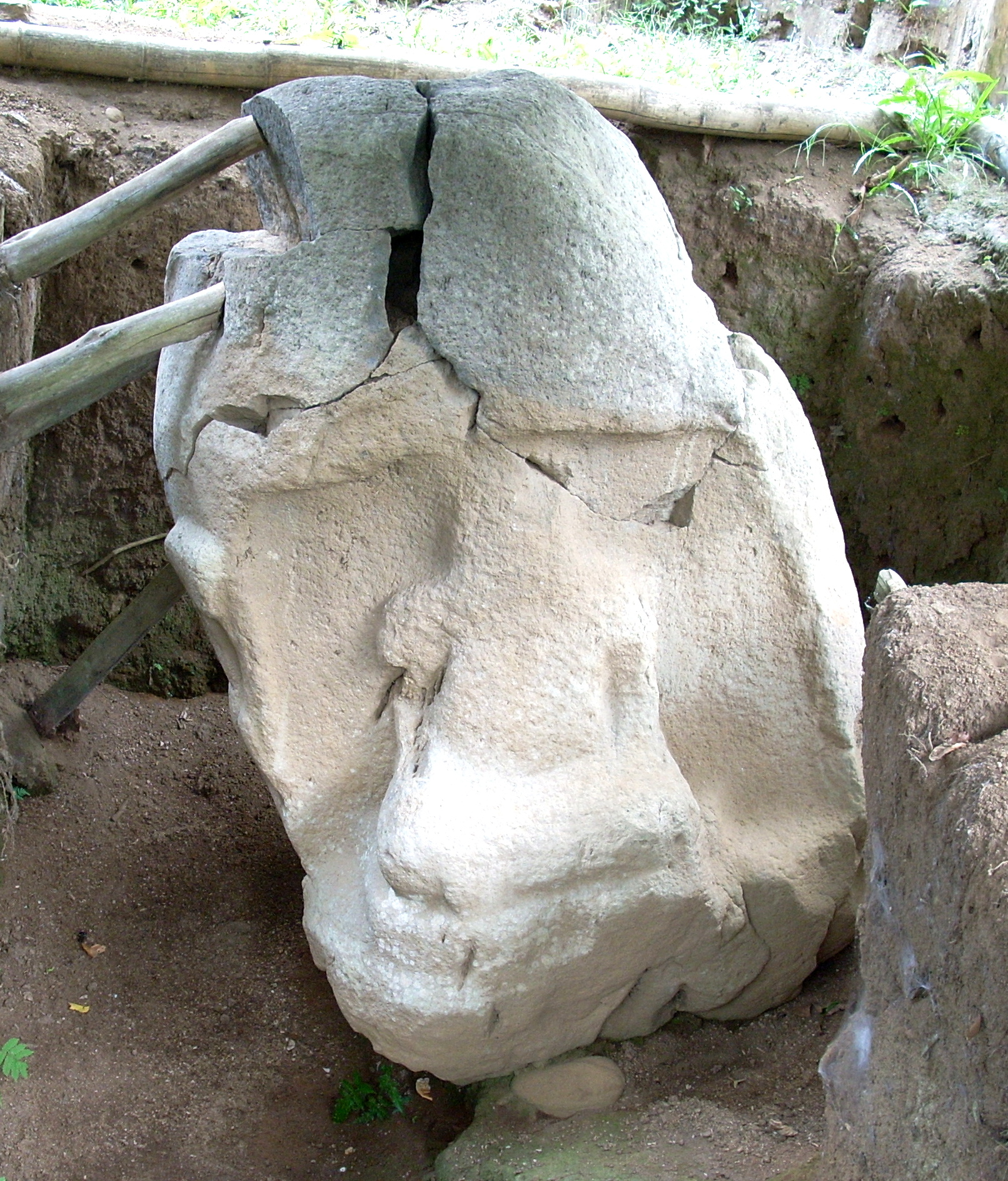
Il Monumento 23 di Takalik Abaj fu probabilmente l'unica testa olmeca al di fuori dell'area nucleare olmeca e fu riadattata in un trono.

Il Monumento 23 di Takalik Abaj risale al Periodo preclassico medio, e si trova a Takalik Abaj, un'importante città alle pendici della costa pacifica guatemalteca, nel moderno dipartimento di Retalhuleu. Sembra essere una testa colossale olmeca riscolpita in una scultura in una figura di nicchia. Se in origine era una testa colossale allora sarebbe il suo esempio conosciuto da fuori dell'area nucleare olmeca.
Il Monumento 23 è scolpito in andesite e ricade a metà dell'intervallo dimensionale per le teste colossali confermate. È alta 1,84 metri e misura 1,2 metri di larghezza per 1,56 metri di profondità. Come gli esempi dell'area nucleare olmeca, il monumento mostra una parte posteriore piatta. Lee Parsons contesta l'identificazione di John Graham del Monumento 23 come una testa colossale riscolpita; egli vede gli ornamenti laterali, identificati da Graham come orecchie, piuttosto come gli occhi arricciati di un mostro dalle fauci spalancate con lo sguardo fisso verso l'alto. Ribattendo a questo, James Porter ha asserito che la riscultura della faccia di una testa colossale in una nicchia è chiaramente evidente.
Il Monumento 23 fu danneggiata a metà del XX secolo da un muratore locale che tentò di romperne la porzione superiore esposta usando uno scalpello d'acciaio. Come risultato, la cima è frammentata, sebbene i pezzi rotti siano stati recuperati dagli archeologi e rimessi a posto.

## Collezioni
Tutte le 17 teste colossali confermate rimangono in Messico. Due teste di San Lorenzo sono in mostra permanente al Museo nazionale di antropologia a Città del Messico. Sette delle teste di San Lorenzo sono in mostra nel Museo di antropologia di Xalapa. Cinque di esse sono nella Sala 1, una è nella Sala 2, e una è nel Patio 1. La testa rimanente di San Lorenzo è nel Museo comunitario di San Lorenzo Tenochtitlán vicino a Texistepec. Tutte le quattro teste di La Venta sono ora a Villahermosa, la capitale dello stato di Tabasco. Tre sono nel Parco-Museo La Venta e una è nel Museo dello Stato di Tabasco. Due teste sono in mostra nella piazza di Santiago Tuxtla; una di Tres Zapotes e la Testa di La Cobata. L'altra testa di Tres Zapotes è nel Museo comunitario di Tres Zapotes.
Parecchie teste colossali sono state prestate ad esposizioni temporanee all'estero; la Testa colossale 6 di San Lorenzo fu prestata al Metropolitan Museum of Art di New York nel 1970. Le teste colossali 4 e 8 di San Lorenzo furono date in prestito all'esposizione Olmec Art of Ancient Mexico (Arte olmeca dell'antico Messico) nella National Gallery of Art di Washington, che si svolse dal 30 giugno al 20 ottobre 1996. La Testa colossale 4 di San Lorenzo fu prestata di nuovo nel 2005, questa volta al de Young Museum di San Francisco. Al de Young Museum furono prestate le teste colossali 5 e 9 di San Lorenzo per la sua esposizione Olmec: Colossal Masterworks of Ancient Mexico (Olmechi: Capolavori colossali dell'antico Messico), che si svolse dal 19 febbraio all'8 maggio 2011.

### Vandalismo
Il 12 gennaio 2009, almeno tre persone, compresi due messicani e uno statunitense, entrarono nel Parco-Museo La Venta a Villahermosa e danneggiarono quasi 30 reperti archeologici, tra i quali le quattro teste colossali di La Venta. I vandali erano tutti membri di una chiesa evangelica e sembra che stessero eseguendo un presunto rituale precolombiano, durante il quale furono gettati sulle teste sali, succo d'uva e olio. Si stimò che sarebbero stati necessari 300.000 pesos (21.900 dollari) per riparare il danno, e che il processo di restauro sarebbe durato almeno quattro mesi. I tre vandali furono rilasciati subito dopo il loro arresto dopo aver pagato 330.000 pesos ciascuno.

### Riproduzioni

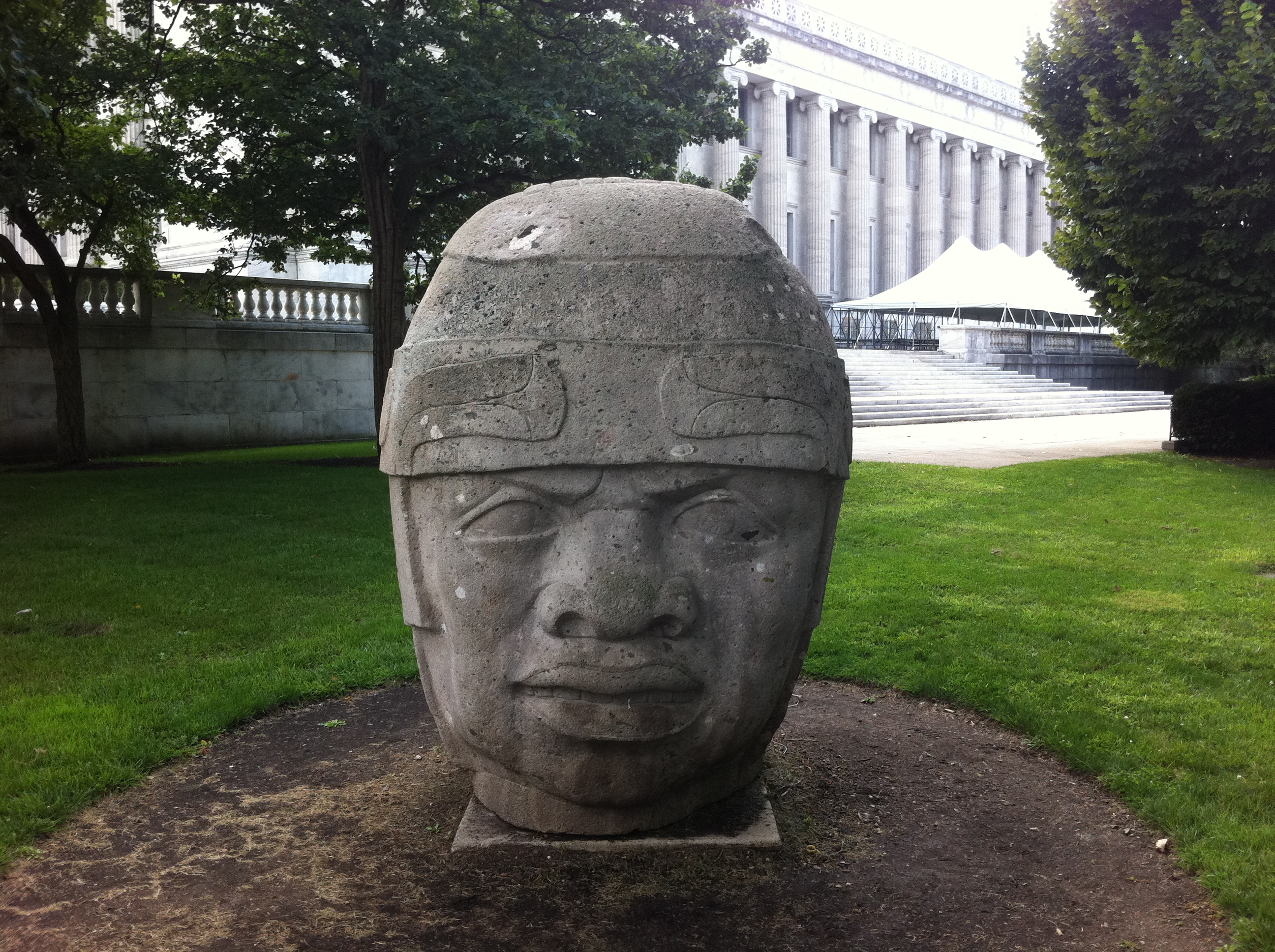
Riproduzione della Testa colossale 8 di San Lorenzo nei terreni del Museo Field di storia naturale a Chicago.

Sebbene non tutte siano state poste da lui, la maggior parte delle riproduzioni di teste colossali nel mondo furono poste sotto la direzione di Miguel Alemán Velasco, ex governatore dello stato di Veracruz. La seguente è una lista di riproduzioni e delle loro ubicazioni all'interno degli Stati Uniti:
- Austin, Texas. Una riproduzione della Testa 1 di San Lorenzo fu posta nell'Istituto Teresa Lozano Long di studi latinoamericani presso l'Università del Texas nel novembre 2008.[163]
- Chicago, Illinois. Una riproduzione della Testa 8 di San Lorenzo fatta da Ignacio Perez Solano fu collocata presso il Field Museum nel 2000.[164]
- Covina, California. Una riproduzione della Testa 5 di San Lorenzo fu donata a Covina nel 1989, originariamente destinata ad essere posta nel Parco Jalapa. A causa delle preoccupazioni per il potenziale vandalismo fu invece installata fuori della stazione di polizia.[165] Fu rimossa nel 2011 e ricollocata a Jobe's Glen, Parco Jalapa nel giugno 2012.[166]
- McAllen, Texas. Una riproduzione della Testa 8 di San Lorenzo è localizzata nel Museo internazionale dell'arte e della scienza. La data specifica del posizionamento è ignota, ma fu dedicato da Fidel Herrera Beltrán, allora governatore di Veracruz, durante il suo periodo in carica nel 2004–2010.[167]
- New York. Una riproduzione della Testa 1 di San Lorenzo fu posta accanto alla piazza principale nei terreni del Lehman College nel Bronx, New York. Fu installata nel 2013 per celebrare il primo anniversario dell'Istituto CUNY di studi messicani, situato presso il college.[168] La riproduzione era un regalo del governo dello stato di Veracruz, Cumbre Tajín e Mexico Trade;[169] fu piazzata inizialmente nel Parco Dag Hammerskjold, fuori del palazzo delle Nazioni Unite, nel 2012.[170]
- San Francisco, California. Una riproduzione della Testa 1 di San Lorenzo creata by Ignacio Perez Solano fu posta nel San Francisco City College, Ocean Campus nell'ottobre 2004.[162][171]
- Washington, D.C. Una riproduzione della Testa 4 di San Lorenzo scolpita da Ignacio Perez Solano fu posta vicino all'entrata su Constitution Avenue dello Museo nazionale di storia naturale dello Smithsonian nell'ottobre 2001.[172]
- West Valley City, Utah. Una riproduzione della Testa 8 di San Lorenzo fu posta nel Centro per la celebrazione culturale dello Utah nel maggio 2004.[173]

Il Messico donò una riproduzione in resina di una testa colossale olmeca al Belgio; è in mostra nel Museo del Cinquantenario di Bruxelles.
Nel febbraio 2010, la Secretaría de Relaciones Exteriores messicana (Segretariato degli affari esteri) annunciò che l'Istituto nazionale di antropologia e storia avrebbe donato la riproduzione di una testa colossale olmeca all'Etiopia, da porre a Piazza del Messico ad Addis Abeba.